# Kohlekraftwerk Schwandorf

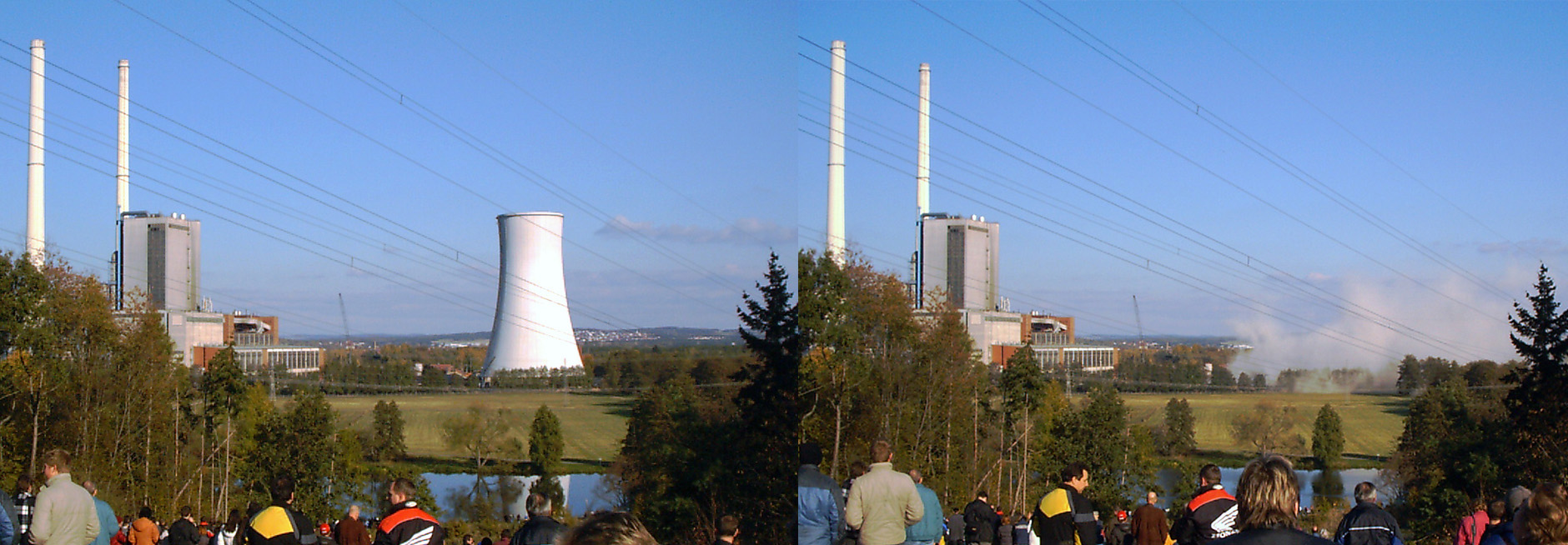
Sprengung des Kühlturms des Kraftwerks Schwandorf

Das Kohlekraftwerk Schwandorf, auch Kraftwerk Schwandorf, Kraftwerk Dachelhofen oder Kraftwerk „Else“ genannt, war ein Braunkohlekraftwerk im Stadtteil Dachelhofen der Stadt Schwandorf in der Oberpfalz. Die 1929–1930 von der Bayernwerk AG errichtete Anlage wurde 2002 stillgelegt und bis 2005 abgebrochen.
Der Brennstoff wurde bis 1982 mit der Werkbahn BBI Wackersdorf aus den Tagebauen des nahegelegenen Oberpfälzer Braunkohlereviers bei Wackersdorf und Steinberg am See herantransportiert. Nachdem die dortigen Vorräte erschöpft waren, kam die Kohle für die verbleibenden Betriebsjahre aus Tschechien. Dabei wurde auf Hartbraunkohle umgestellt.

## Geschichte
Seit Anfang der 1920er Jahre baute die Bayernwerk AG Wasserkraftwerke in Bayern. Um die schwankende Stromerzeugung der Wasserkraftwerke auszugleichen, entschloss sich die Bayernwerk AG zum Bau eines Braunkohlekraftwerks. Dazu wurden Mitte der 1920er Jahre Verhandlungen mit der Bayerischen Braunkohle-Industrie aufgenommen. Der Standort Dachelhofen wurde wegen seiner Nähe zu den Tagebauen des benachbarten Oberpfälzer Braunkohlereviers und zur Naab gewählt. Die in den Tagebauen geförderte Braunkohle wies einen hohen Wassergehalt auf, der einen weiten Transport unwirtschaftlich machte. Die Nähe zur Naab war für die Kühlung notwendig.
Nachdem 1928 die Bayernwerk AG die Bayerische Braunkohle-Industrie übernommen hatte, begann man mit dem Bau des Kohlekraftwerks. 1930 nahm man das Kraftwerk mit acht Wanderrostkessel und einer Kraftwerksleistung von zweimal 37,5 MVA/27,5 MW in Betrieb. Die AEG lieferte die zwei Kondensationsturbogruppen. Um eine ausreichende Kühlwassermenge zur Verfügung stellen zu können, wurde an der Naab ein Stauwerk mit vier 18 m breiten Walzen errichtet, das die Naab um 70 cm aufstaut. 1937 erfolgte der Einbau einer AEG Gegendruckturbine, welche eine Leistung von 3,65 MW hatte. Damit konnte das Kraftwerk ab 1938 die elektrische Energie und Prozessdampf für das nahe gelegene Aluminiumwerk der Vereinigten Aluminium-Werke (VAW) liefern.
Nach dem Ende des Zweiten Weltkriegs stieg der Bedarf an elektrischer Energie, weshalb das Kraftwerk zwischen 1949 und 1950 erweitert wurde. Das Kraftwerk erhält vier neue Kessel mit Kohlestaubfeuerung und wird um 87,5 MVA/70 MW erweitert. Die neuen Kessel ersetzten die bisherigen Wanderrostkessel.
1956 wurde das Kraftwerk um den sogenannten Block A erweitert, wodurch die Leistung um 100 MVA/75 MW stieg. Kurz darauf, zwischen 1958 und 1961 wurden die identischen Blöcke B und C gebaut, welche das Kraftwerk um weitere 250 MVA/200 MW erweiterten. Die letzte Erweiterung war zwischen 1969 und 1972 mit dem Bau des Block D mit 375 MVA/300 MW.
Mit der vollausgebauten Kraftwerksleistung von 700 MW betrug der tägliche Braunkohlebedarf 31.600 t. Dabei fielen 7600 t Asche an.
Ab 1982 begann der Maschinenrückbau mit dem Abbruch von Block A. Block B wurde am 30. April 1999 und Block C am 30. September 1999 stillgelegt.
Der Kühlturm des Kraftwerks brannte am 12. Mai 2003 infolge von Schweißarbeiten beim Abbruch aus. Am 24. Oktober 2003 wurde er gesprengt. Die beiden 235 m hohen Kamine wurden am 18. Februar 2005 gesprengt. Die Schaltanlage ist noch als 380/110-kV-Umspannwerk in Betrieb.